# Meridià 175 a l'est
El meridià 175 a l'est del meridià de Greenwich és una línia de longitud que s'estén des del pol Nord a través del Oceà Àrtic, Àsia, l'oceà Pacífic, Nova Zelanda, l'oceà Antàrtic, i l'Antàrtida fins al pol Sud.
El meridià 175 a l'est es forma un cercle màxim amb el meridià 5 a l'oest.Com tots els altres meridians, la seva longitud correspon a una semicircumferència terrestre, uns 20.003,932 km. Al nivell de l'Equador, és a una distància del meridià de Greenwich de 19.481 km.

## De Pol a Pol
A partir del pol Nord i direcció sud cap al pol Sud, el meridià 175 d'aquest passa per:
| Coordenades                               | País, territori o mar      | Notes |
| ----------------------------------------- | -------------------------- | --- |
| 90° 0′ N, 175° 0′ E / 90.000°N,175.000°E  | Oceà Àrtic                 | |
| 72° 44′ N, 175° 0′ E / 72.733°N,175.000°E | Mar de la Sibèria Oriental | |
| 69° 50′ N, 175° 0′ E / 69.833°N,175.000°E | Rússia                     | Districte autònom de Txukotka                                                                                                |
| 61° 58′ N, 175° 0′ E / 61.967°N,175.000°E | Mar de Bering              | |
| 52° 30′ N, 175° 0′ E / 52.500°N,175.000°E | Oceà Pacífic               | |
| 1° 27′ S, 175° 0′ E / 1.450°S,175.000°E   | Kiribati                   | Tabiteuea Atoll |
| 1° 28′ S, 175° 0′ E / 1.467°S,175.000°E   | Oceà Pacífic               | Passant just a l'oest l'Illa Little Barrier, Nova Zelanda (a 36° 11′ S, 175° 2′ E / 36.183°S,175.033°E)                      |
| 36° 46′ S, 175° 0′ E / 36.767°S,175.000°E | Nova Zelanda               | Illa Waiheke i Illa del Nord — passant just a l'oest de la ciutat de Whanganui (a 39° 56′ S, 175° 2′ E / 39.933°S,175.033°E) |
| 39° 57′ S, 175° 0′ E / 39.950°S,175.000°E | Oceà Pacífic               | |
| 40° 53′ S, 175° 0′ E / 40.883°S,175.000°E | Nova Zelanda               | North Island — passant just a l'oest de la ciutat de Upper Hutt (a 41° 8′ S, 175° 1′ E / 41.133°S,175.017°E)                 |
| 41° 23′ S, 175° 0′ E / 41.383°S,175.000°E | Oceà Pacífic               | |
| 60° 0′ S, 175° 0′ E / 60.000°S,175.000°E  | Oceà Antàrtic              | |
| 77° 40′ S, 175° 0′ E / 77.667°S,175.000°E | Antarctica                 | Dependència de Ross — reclamat per Nova Zelanda                                                                              |